# Taraji P. Henson
Taraji Penda Henson (Washington, Distrito de Colúmbia, 11 de setembro de 1970) é uma premiada atriz norte-americana, mais conhecida por seus papéis como Yvette em Baby Boy (2001), Cookie Lyon em Empire (2015–2020), Shug em Hustle & Flow (2005), e Queenie em The Curious Case of Benjamin Button (2008), pelo qual foi indicada ao Óscar Melhor Atriz Coadjuvante.
Em 2016, foi a vencedora do Globo de Ouro de Melhor Atriz em Série Dramática por seu trabalho na série Empire, pela qual também se tornou a primeira mulher afro-americana a ganhar o Critics 'Choice Television Award de Melhor Atriz em Série Dramática. No mesmo ano, a revista Time nomeou Taraji uma das 100 pessoas mais influentes do mundo e ela lançou uma autobiografia intitulada Around the Way Girl: A Memoir: Taraji P. Henson, que se tornou um best-seller do New York Times. Também naquele ano, ela foi elogiada por sua performance como Katherine Johnson no aclamado filme Hidden Figures, pelo qual ganhou um Screen Actors Guild Award de Melhor Performance de um Elenco em um Filme. Em 2019, ganhou uma estrela na Calçada da Fama.

## Biografia
Taraji Penda Henson nasceu em 11 de setembro de 1970 em Southeast Washington, DC, filha de Bernice Gordon, gerente corporativa e Boris Lawrence Henson, zelador e fabricante de metais. Ela tem dois irmãos mais novos, Shawn e April. Ela sempre falou da influência de sua avó materna, Patsy Ballard, que a acompanhou no Oscar no ano em que foi indicada. Seu primeiro e segundo nomes são de origem suaíli: Taraji (esperança) e Penda (amor). Henson é cristã e considera atuar como uma experiência espiritual.

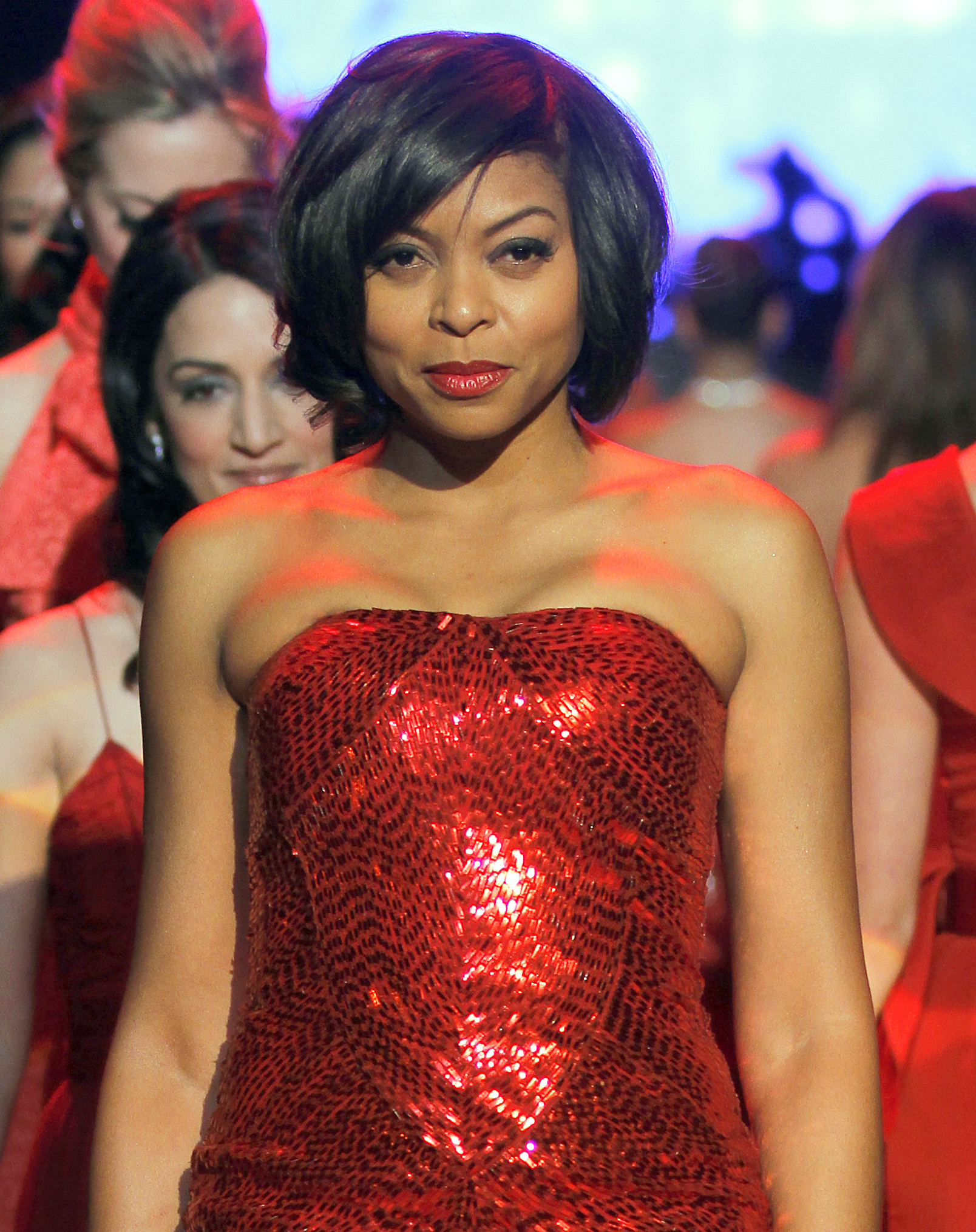
Henson em 2011

Henson se formou na Oxon Hill High School em Maryland, em 1988. Ela frequentou a Universidade Estadual Agrícola da Carolina do Norte, onde pretendia estudar engenharia elétrica, antes de se transferir para a Universidade Howard para estudar artes cênicas. Para pagar a faculdade, ela trabalhava de manhã como secretária no Pentágono, e à noite como garçonete em um navio de cruzeiro. Em 1994, Taraji deu à luz seu filho Marcell. Taraji conheceu o pai de Marcell no ensino médio, seu nome era William Lamar Johnson, ele foi assassinado em 2003.
Defensora do PETA, em 2011, Henson apareceu nua em um anúncio em protesto ao uso de peles de animal. Ela se juntou à PETA novamente em 2013, onde posou com seu cachorro, tio Willie. Em fevereiro de 2015, Henson posou para a campanha NOH8, apoiando a população LGBT+. Em 2016, em parceria com a MAC, lançou a sua própria linha de maquiagem, a #MACTaraji. Em novembro de 2016, a atriz novamente colaborou com a marca como porta-voz da campanha Viva Glam, para beneficiar o fundo de HIV/AIDS da MAC.
Em 2017, Henson anunciou que havia se tornado vegana, para evitar câncer de estômago. Em 13 de maio de 2018, ficou noiva do ex-jogador da NFL, Kelvin Hayden.

## Filmografia

### Cinema
| Ano  | Filme                                  | Personagem            |
| ---- | -------------------------------------- | --------------------- |
| 1998 | Streetwise                             | Tammy                 |
| 2000 | The Adventures of Rocky and Bullwinkle | Left-Wing Student     |
| 2000 | Satan's School for Girls               | Paige                 |
| 2001 | Baby Boy                               | Yvette                |
| 2004 | Hair Show                              | Tiffany               |
| 2005 | Hustle & Flow                          | Shug                  |
| 2005 | Four Brothers                          | Camille Mercer        |
| 2005 | Animal                                 | Ramona                |
| 2006 | Something New                          | Nedra                 |
| 2007 | Smokin' Aces                           | Sharice Watters       |
| 2007 | Talk to Me                             | Vernell Watson        |
| 2008 | The Family That Preys                  | Pam                   |
| 2008 | The Curious Case of Benjamin Button    | Queenie               |
| 2009 | Ponto de Decisão                       | Clarice Clark-Johnson |
| 2009 | Hurricane Season                       | Dayna Collins         |
| 2009 | I Can Do Bad All By Myself             | April                 |
| 2010 | Date Night                             | Detective Arroyo      |
| 2010 | The Karate Kid                         | Sherry Parker         |
| 2010 | Peep World                             | Mary                  |
| 2010 | Once Fallen                            | Pearl                 |
| 2011 | The Good Doctor                        | Nurse Theresa         |
| 2011 | Taken from Me: The Tiffany Rubin Story | Tiffany Rubin         |
| 2011 | Larry Crowne                           | B'Ella                |
| 2011 | Laugh at My Pain                       | Taraji                |
| 2011 | From the Rough                         | Catana Starks         |
| 2012 | Think Like a Man                       | Lauren                |
| 2013 | Madly Madagascar                       | Okapi (Voz)           |
| 2014 | Think Like a Man Too                   | Lauren                |
| 2014 | No Good Deed                           | Terri Granger         |
| 2014 | Top Five                               | Ela mesma             |
| 2016 | Term Life                              | Samantha Thurman      |
| 2016 | Hidden Figures                         | Katherine Johnson     |
| 2018 | Proud Mary                             | Mary Goodwin          |
| 2018 | Acrimony                               | Melinda Gayle         |
| 2018 | Ralph Breaks the Internet              | Yesss (voz)           |
| 2019 | What Men Want                          | Ali Davis             |
| 2019 | The Best of Enemies                    | Ann Atwater           |
| 2020 | Coffee & Kareem                        | Vanessa Manning       |
| 2023 | PAW Patrol: The Mighty Movie           |                       |
| 2025 | Straw                                  | Janiyah Wiltkinson    |

### Televisão
| Ano            | Programa                       | Personagens                    | Notas                                                                                     |
| -------------- | ------------------------------ | ------------------------------ | ----------------------------------------------------------------------------------------- |
| 1997           | Sister, Sister                 | Briana                         | Episódio: "Two's Company"                                                                 |
| 1997–1998      | Smart Guy                      | Monique / Leslie               | 3 episódios                                                                               |
| 1998           | E.R.                           | Elan                           | Episódio: "Split Second"                                                                  |
| 1998           | Felicity                       | Conselheira Residente          | 2 episódios                                                                               |
| 2002–2004      | The Division                   | Inspector Washington           | 14 episódios                                                                              |
| 2004           | All of Us                      | Kim                            | Episódio: "In Through the Out Door"                                                       |
| 2005           | House MD                       | Moira                          | Episódio: "Spin"                                                                          |
| 2006           | CSI: Crime Scene Investigation | Christina                      | Episódio: "I Like to Watch"                                                               |
| 2007–2008      | Boston Legal                   | Whitney Rome                   | 17 episódios                                                                              |
| 2008           | Eli Stone                      | Angela Scott                   | 3 episódios                                                                               |
| 2010           | The Cleveland Show             | Chanel Williams                | Episódio: "Brotherly Love"                                                                |
| 2011–2013–2015 | Person of Interest             | Detetive Jocelyn "Joss" Carter | Regular (55 episódios)                                                                    |
| 2015–2020      | Empire                         | Cookie Lyon                    | Protagonista                                                                              |
| 2015           | FIFA Women's World Cup         | Narradora                      | Jogo Final                                                                                |
| 2015–2018      | Lip Sync Battle                | Ela mesma                      | Episódios: "Terrence Howard x Taraji P. Henson" partes 1 e 2 "Celebrando Michael Jackson" |
| 2016           | Ice Age: The Great Egg-Scapade | Ethel (Voz)                    |                                                                                           |
| 2017           | The Simpsons                   | Praline (Voz)                  | Episódio: "The Great Phatsby"                                                             |
| 2019           | Tuca & Bertie                  | Terry (Voz)                    | Episódio: "Sweetbeak"                                                                     |
| 2022           | RuPaul's Drag Race             | Ela mesma                      | Jurada Convidada                                                                          |

## Prêmios e Indicações

#### Óscar
| Ano  | Categoria                | Indicação                           | Notas    |
| ---- | ------------------------ | ----------------------------------- | -------- |
| 2009 | Melhor Atriz Coadjuvante | The Curious Case of Benjamin Button | Indicado |

#### Emmy Awards
| Ano  | Categoria                               | Indicação                              | Notas    |
| ---- | --------------------------------------- | -------------------------------------- | -------- |
| 2011 | Melhor Atriz em Minissérie ou Telefilme | Taken From Me: The Tiffany Rubin Story | Indicado |
| 2015 | Melhor Atriz em Série Dramática         | Empire                                 | Indicado |
| 2016 | Melhor Atriz em Série Dramática         | Empire                                 | Indicado |

#### Globo de Ouro
| Ano  | Categoria                       | Indicação | Notas  |
| ---- | ------------------------------- | --------- | ------ |
| 2016 | Melhor Atriz em Série Dramática | Empire    | Venceu |

#### SAG Awards
| Ano  | Categoria                        | Indicação                           | Notas    |
| ---- | -------------------------------- | ----------------------------------- | -------- |
| 2006 | Melhor Elenco em Cinema          | Hustle & Flow                       | Indicado |
| 2008 | Melhor Elenco em Série Dramática | Boston Legal                        | Indicado |
| 2009 | Melhor Elenco em Série Dramática | Boston Legal                        | Indicado |
| 2009 | Melhor Atriz Coadjuvante         | The Curious Case of Benjamin Button | Indicado |
| 2009 | Melhor Elenco em Cinema          | The Curious Case of Benjamin Button | Indicado |
| 2017 | Melhor Elenco em Cinema          | Hidden Figures                      | Venceu   |

#### Critics' Choice Movie Awards
| Ano  | Categoria                | Indicação                           | Notas    |
| ---- | ------------------------ | ----------------------------------- | -------- |
| 2009 | Melhor Atriz Coadjuvante | The Curious Case of Benjamin Button | Indicado |
| 2009 | Melhor Elenco            | The Curious Case of Benjamin Button | Indicado |
| 2017 | Melhor Elenco            | Hidden Figures                      | Indicado |

#### Critics' Choice Television Awards
| Ano  | Categoria                       | Indicação | Notas    |
| ---- | ------------------------------- | --------- | -------- |
| 2015 | Melhor Atriz em Série Dramática | Empire    | Venceu   |
| 2016 | Melhor Atriz em Série Dramática | Empire    | Indicado |